# Cornix cornice oculus non effodiet
Cornix cornici oculos non effodiet (изговор: корникс корници окулос нон ефодијет) латинска је изрека. Изрекао ју је римски филозоф и писац Макробије у четвртом и петом вијеку нове ере.
У дословном преводу, изрека гласи „Врана врани очи не вади”. У српском језику одомаћила се истозначна изрека „Своје се месо не једе” (народна изрека). Тумачење изреке: једнаки се уважавају и међусобно чувају; неће свој на свога.